# Maurício Peixoto
Maurício Matos Peixoto (Fortaleza, 15 de abril de 1921-Río de Janeiro, 28 de abril de 2019) fue un ingeniero y matemático brasileño, pionero en los estudios de estabilidad estructural y autor del teorema de Peixoto.

## Biografía
Si bien obtuvo el título de ingeniero en la Escuela de Ingeniería de la Universidad Federal de Río de Janeiro (UFRJ), nunca ejerció su profesión. 
Una vez, mientras hablaba con su profesor Solomon Lefschetz, Peixoto le comentó que a nadie le importaba la estabilidad estructural de los sistemas dinámicos y que eso era el principal problema de trabajar. Pero para la sorpresa de Peixoto, la respuesta de Lefschetz fue "no Mauricio, esto no es un problema esta es tu suerte". 
Con el apoyo de Lefschetz, escribió su primer artículo sobre estabilidad estructural, que luego sería publicado en los anales de matemáticas de los cuales Lefschetz era el autor. En 1958 fueron al Congreso matemático internacional en Edimburgo, Escocia, donde Lefschetz introdujo a Peixoto al matemático ruso Lev Pontryagin cuyo trabajo sobre sistemas dinámicos fue utilizado por Peixoto como base para sus estudios. Pontryagin, sin embargo, no mostró ningún interés en absoluto en la obra de Peixoto.
Gracias a su teorema, ganó el Premio de la Fundación Bunge en 1969. Según la Fundación Bunge, "el teorema de Peixoto sobre la estabilidad estructural en las variedades bidimensionales inspiró al matemático S. Smale a crear la teoría general de los sistemas dinámicos".
Se casó con la matemática Marília Chaves Peixoto en 1946. Tuvieron dos hijos, Marta y Ricardo.
Falleció en Río de Janeiro, el 28 de abril de 2019 a los 98 años.